# Jacques-Cartier—Lasalle
Pour les articles homonymes, voir Jacques Cartier (homonymie) et La Salle.
Jacques-Cartier—Lasalle fut une circonscription électorale fédérale du Québec, située sur l'île de Montréal. Elle fut représentée à la Chambre des communes de 1953 à 1968.
La circonscription a été créée en 1952 à partir des parties des circonscriptions de Jacques-Cartier et de Verdun—La Salle. Elle fut abolie en 1966 et redistribuée parmi les circonscriptions de Dollard, Lachine, Lasalle, Mount Royal, Notre-Dame-de-Grâce et Vaudreuil.

## Géographie
La circonscription comprenait :
- Une partie de la ville de Montréal dont les quartiers Côte-Saint-Paul, Ville-Émard, Notre-Dame-de-Grâce, Cartierville
- La ville de Saint-Laurent
- Le village de Saraguay
- Les îles Bizard, Dorval et aux Hérons

## Députés
1. 1953-1957 — Edgar Leduc, PLC (député depuis 1949)
2. 1957-1962 — Robert John Pratt, PC
3. 1962-1968 — Raymond Rock, PLC (député jusqu'en 1972)

Circonscription abolie